# D. Tóth Kriszta
D. Tóth Krisztina (Kaposvár, 1975. február 1. –) író, újságíró, a WMN online magazin alapító-főszerkesztője, UNICEF nagykövet. 2011. október 4-étől a Magyar Televízión futott DTK – D. Tóth Kriszta Show című talk show műsorvezetője volt 2013. januári felmondásáig. A Forbes Magyarország listája szerint 2023-ban a 6. legbefolyásosabb magyar nő a média területén.

## Családja
Szülei pedagógusok. Öccse, D. Tóth András műsorvezető, anyai nagynénje Kútvölgyi Erzsébet Kossuth-díjas színművésznő. Első férje Hesz Máté vízilabdázó volt 2003 és 2005 között. Második férje Alex Poulson angol reklámszakember.

## Tanulmányai
1989-1993 között a kaposvári Táncsics Mihály Gimnáziumba járt, majd 1993-1999 között az Eötvös Loránd Tudományegyetem Bölcsészettudományi Karának hallgatója volt, elvégezte a média szakot, angol nyelv és irodalomból Master of Arts diplomát szerzett. 1996 márciusa és augusztusa között részt vett a Washington Internship programon a University of Missouri School szervezésében.

## Pályafutása
1995 szeptemberétől 1996 márciusáig újságíró és kutató volt a The Budapest Sunnál. 1996 márciusától augusztusig újságíró-gyakornok volt az Instant News Service-nél, Washingtonban. 1996 szeptemberétől 1 évig újságíró volt a Budapest Business Journalnél. 1997 októberétől 1999 júniusáig szerkesztő-riporter volt a TV3 Televízió híradójánál, a Hír3-nál. 1999 júniusától 3 évig szerkesztő-riporter-műsorvezető volt az RTL Klubnál (Akták, Híradó).
2002 októberétől másfél évig szerkesztő-műsorvezető volt a Magyar Televíziónál. 2004 júniusától 2007 márciusáig a köztévé brüsszeli tudósítója és irodavezetője.
2007 márciusában tért haza Brüsszelből, ekkortól újra a Magyar Televízió Híradójának vezető arca, a Panoráma című külpolitikai magazin műsorvezetője lett. 2006 és 2011 között a Nők Lapja című hetilap publicistája volt.
2011 márciusától elköszönt a napi híradózástól, de maradt a Magyar Televízió munkatársa. Októberben saját műsora indult DTK – D. Tóth Kriszta Show címmel. 2013 januárjában végleg felmondott a Magyar Televíziónál. Felmondását a DTK Show-t ért folyamatos leépítésekkel, és a köztévé vezetőségével való egyre inkább rosszra forduló viszonyával indokolta. 2013-ban megírta első regényét: Jöttem, hadd lássalak. Második regénye, a Húszezer éjszaka 2014-ben jelent meg.
2015 márciusában elindította saját online magazinját, a WMN-t, amelynek a kezdetektől 2019-ig főszerkesztője is volt. Miután 2019-ben átadta a főszerkesztői teendőket Fiala Borcsának, azóta a cég hosszabb távú tartalomfejlesztési stratégiáját alakítja.
2023-ra site-ként 56 ezer olvasójuk volt, mellette lefedték a teljes tartalomszolgáltatási palettát. Youtube-csatornájuk 175 ezer feliratkozót tudhatott magáénak, öt különböző podcastot gyártottak és tematikus WMN-esteket is rendeztek.

## Kötetei
- Lolával az élet; Sanoma Budapest, Budapest, 2008 (Nők lapja műhely)
- Lola-mesék: Legeslegjobb barátok; Sanoma Budapest, Budapest, 2009 + CD
- Lola-mesék: Paradicsomi kertészet; ; Sanoma Budapest, Budapest, 2009 + DVD
- Lola-mesék: Repül a, repül a... Lola!; ; Sanoma Budapest, Budapest, 2010 + DVD
- Bátor könyv; szerk. D. Tóth Kriszta; Bátor Tábor Alapítvány, Budapest, 2011
- Nagylánykönyv. Lolával az élet folytatódik; Sanoma Budapest, Budapest, 2011 (Nők lapja műhely)
- Jöttem, hadd lássalak; Bookline, Budapest, 2013
- Húszezer éjszaka; Bookline–Libri, Budapest, 2014
- Jöttem, hadd lássalak; új, átdolg. kiad.; Bookline, Budapest, 2019

## Díjai
- 2003: Beau Monde díj (családi kategória, testvérével D. Tóth Andrással)
- 2007: Cosmo Nagydíj (Legjobb író, újságíró)
- 2009: Az év médiaszemélyisége (Első alkalommal kapta nő)
- 2014: Aranykönyv – magyar szépirodalom, az év könyve "Jöttem, hadd lássalak"